# Johann Michael Kupfer
Johann Michael Kupfer (* 4. Juni 1859 in Schwabach; † 21. Juni 1917 in Wien) war ein deutsch-österreichischer Maler und Bildhauer. Er zählte um 1900 zu den bedeutenden Schilderern des Wiener Volkslebens. Seine Ausstellungen besuchten Kaiser Franz Joseph I. und Erzherzog Rainer. Kupfer war Mitbegründer des Österreichischen Künstlerbundes, dessen Gründungsversammlung im Saal des Sickenberg-Schlösschen in Nußdorf, seinem damaligen Atelier, stattfand. Außerdem rief Kupfer 1882 die „echten, unverfälschten, wohlanständigen Wäschermädelbälle“ wieder ins Leben und arrangierte sie zehn Jahre lang. Bei diesem Alt-Wiener Faschingsvergnügen spielten oft die Gebrüder Schrammel, Johann und Josef Schrammel, zum Tanz auf.

## Ausbildung und Leben
Nach der Lehre und Tätigkeit bei dem Holzbildhauer Goeß in Nürnberg besuchte er ab 1876 die Kunstgewerbeschule in Nürnberg (heute Akademie der Bildenden Künste Nürnberg) unter Georg Eberlein. Anschließend studierte er Bildhauerei an der Königlichen Kunstakademie in München, wo die Professoren Max von Widnmann, Alexander Strähuber und Alois Gabl seine Lehrer waren. Während der Münchner Zeit entstanden die Büsten „Hagen“, „Gunther“, „Siegried“ und „Kriemhild“.
Im Herbstsemester 1880/81 studierte er Bildhauerei bei Edmund Hellmer an der Akademie der bildenden Künste Wien. Der Professor erkannte die malerische Begabung Kupfers und riet ihm, Malerei zu studieren. 1880 beteiligte sich Kupfer zusammen mit dem Nürnberger Georg Eberlein an der Ausschreibung für den Pilgerbrunnen vor der Aschaffenburger Stiftskirche. Die Ausführung der Modelle nach den Zeichnungen Eberleins schuf Johann Michael Kupfer. Das so verdiente Geld ermöglichte es ihm, an der Wiener Akademie Malerei zu studieren. Seine Lehrer waren Carl Wurzinger und Leopold Müller. Im Wintersemester 1882/83 studierte er Malerei an der Kunstakademie Karlsruhe bei Ferdinand Keller.

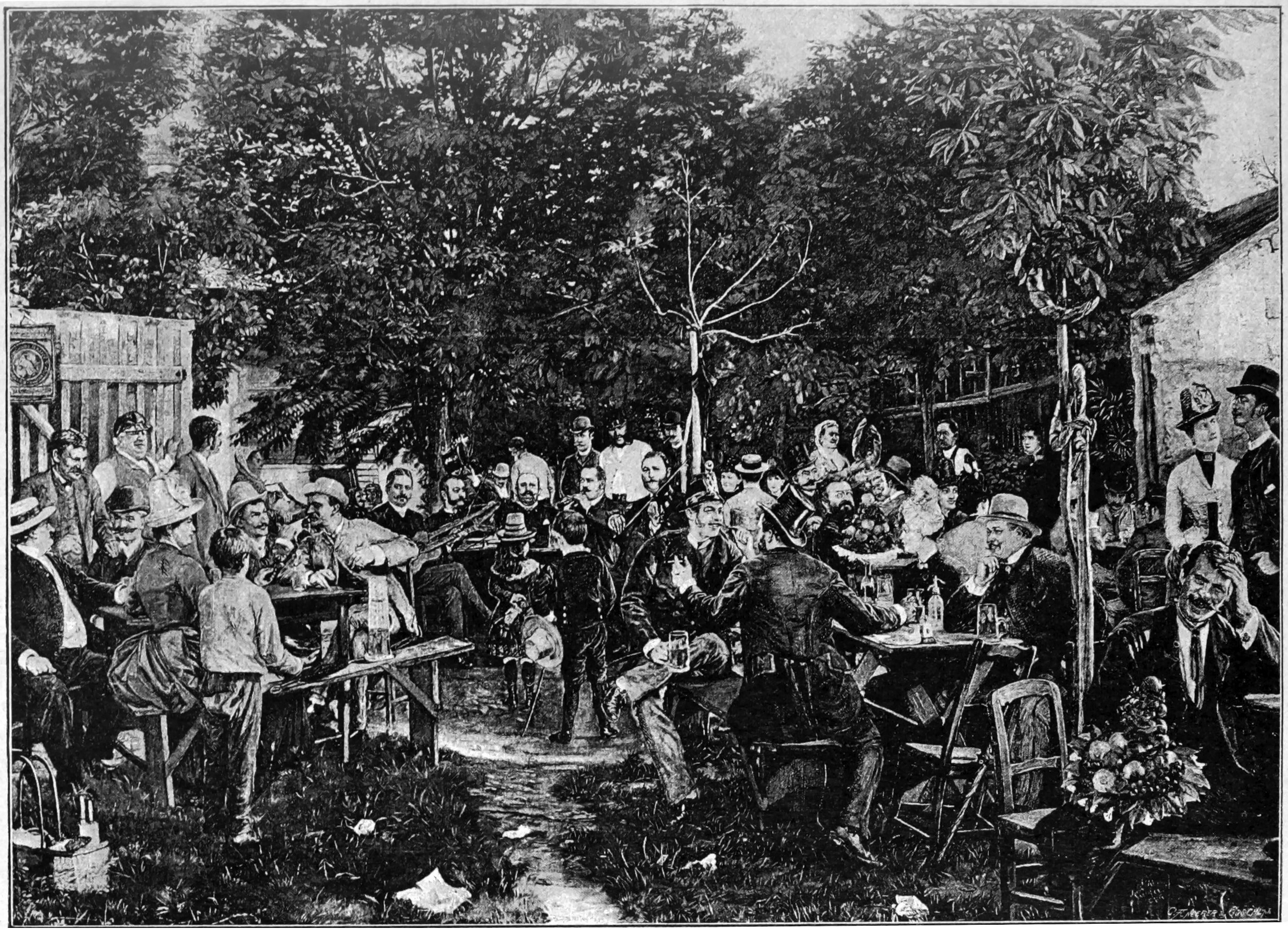
Bei den Schrammeln in Nußdorf (Heliogravüre), 1886

Im Herbst 1883 ließ er sich als selbstständiger Maler in der Belvederegasse 3 im IV. Wiener Bezirk nieder. 1885/86 war er bei der von Julius Löwy (1851–1905) ab 1. November 1885 redigierten Wochenschrift Wiener Specialitäten tätig. Er illustrierte dort u. a. neben Hans Schließmann (1852–1920), Theodor Zajaczkowski (1852–1908) und Ludwig Appelrath (1834–<1900) Schilderungen aus dem Wiener Leben von Julius Löwy, Vinzenz Chiavacci (1847–1916) und Eduard Pötzl (1851–1914). Sein berühmtes Genrebild des Volkssängers Edmund Guschelbauer wurde ebenfalls in dieser Zeitschrift vorgestellt. 1886 entstanden seine beiden bedeutenden Genrebilder Auf der Mensur und Bei den Schrammeln in Nußdorf. Das letztgenannte Werk wurde im Jahr 2000 in Düsseldorf unter dem Titel Im Biergarten versteigert. 1892, anlässlich der Internationalen Musik- und Theaterausstellung in der Rotunde im Wiener Prater waren die Porträts des Komponisten Franz von Suppè, des Hofschauspielers Bernhard Baumeister sowie des Professors Karl Udel (1844–1927) zu sehen.
1894 bezog Kupfer eine Wohnung in der Alleegasse 42 im IV. Wiener Bezirk. 1895 beteiligte er sich an einer Kollektivausstellung des Österreichischen Kunstvereins, bei der er neben Gabriel von Max und Hans Olde 47 Arbeiten ausstellte. Im gleichen Jahr entstand sein berühmtes Genrebild „Vor dem Naschmarkt“.
Um 1900 bezog er sein neues Atelier in zwei Barocksälen im Sickenberg-Schlösschen in der Sickenberggasse 1 im Wiener Ortsteil Nußdorf. Dort entstanden die Bilder Ein Sonntag im Bockkeller sowie eine Heurigendarstellung in einem Nußdorfer Lokal. Dieses Bild war 1906 auf einer Ausstellung in London zu sehen. Auf einer Ausstellung in Mailand, die im gleichen Jahr stattfand, wurden ebenfalls Werke Kupfers präsentiert. 1908 beteiligte sich Kupfer zusammen mit dem Sezessionisten Fritz Lach und dem Künstler Müller an einer Kollektivausstellung im Österreichischen Kunstverein. Dort erregte sein Bild einer Bacchantin Aufsehen.
1914 musste er sein geliebtes Nußdorfer Atelier verlassen. Er übersiedelte nach Wien-Meidling (XII. Bezirk) in die Singrienergasse 11.
Dort starb er in der Nacht vom 20. auf den 21. Juni 1917 an einem Herzschlag. Der Künstler wurde auf dem Wiener Zentralfriedhof beigesetzt. Das Grab, ein Kriegsgrab (Gruppe 56A, Reihe 2, Nr. 28), ist in der historischen Form nicht mehr vorhanden.
1919 wurde sein 73 Arbeiten bestehender künstlerischer Nachlass bei Albert Kende in Wien versteigert.
Im Jahr 1973 wurde in Wien-Döbling (19. Gemeindebezirk) die Kupfergasse nach ihm benannt.

## Werke
- Höckerin des Wiener Naschmarktes 1895, Wien-Museum Karlsplatz
- Wirtshausszene im Gastgarten des Bockkellers in Nußdorf 1907, Wien-Museum Karlsplatz
- Zuckerbäcker 1916, Wien-Museum Karlsplatz
- Rauchfangkehrer 1916, Wien-Museum Karlsplatz
- Drittes Kaffeehaus im Nobelprater, Hauptallee 1904, Wien-Museum Karlsplatz
- Beim Heurigen (für Ausstellung London)1906, Wien-Museum Karlsplatz
- Der städtische Beirat 1896, Wien-Museum Karlsplatz
- Bernhard Baumeister 1892, Wien-Museum Karlsplatz
- Dr. Karl Lueger 1904, Wien-Museum-Karlsplatz
- Burgschauspieler Ludwig Martinelli 1894, Wien-Museum Karlsplatz
- Volkssängerproduktion beim Lanner an der Rossauer Lände 1903, Wien-Museum Karlsplatz
- Weinlese in Nußdorf 1903, Wien-Museum Karlsplatz
- Harfenist Pauli im süßen Löchl 1898, Wien-Museum Karlsplatz
- Porträt des Klavierfabrikanten Ludwig Bösendorfer 1915, Wien-Museum Karlsplatz
- Donnerstagsgesellschaft des Wiener Altertumsvereins 1911, Wien-Museum Karlsplatz
- Der letzte Tanz auf dem Sechsschimmelberg 1893, Wien-Museum Karlsplatz (ist dort auch ausgestellt)
- Hinterhof eines Nußdorfer Hauerhauses o. J., Bezirksmuseum Wien-Döbling (ist im Weinbaumuseum ausgestellt)
- Heurigenszene o. J., Bezirksmuseum Wien-Hernals (ist ausgestellt)
- Improvisator Karl Schmitter 1894, Stadtmuseum Schwabach (ist in der Fleischmann-Sammlung zu sehen)
- Selbstbildnis des Künstlers, Stadtmuseum Schwabach
- Heurigengarten Urban in Nußdorf, Stadtmuseum Schwabach
- Der Judenplatz in Wien1900, Stadtmuseum Schwabach
- Stubenmädel, Stadtmuseum Schwabach
- Seminarhausmeister Nikolaus Ammon, Stadtmuseum Schwabach
- Frau in italienischer Tracht 1883, Stadtmuseum Schwabach
- Franz von Suppè 1892, Zeitbrücke-Museum (Gars am Kamp).[Anm 1]

## Ausstellungen über den Künstler in letzter Zeit
- GHV Schwabach in Zusammenarbeit mit Archiv und Stadtmuseum: Johann Michael Kupfer Ausstellung anlässlich des 70. Todestages vom 25. Juli bis 28. Juli 1987 im Trausaal des Schwabacher Rathauses
- Stadtmuseum und VHS Schwabach: Johann Michael Kupfer Ausstellung anlässlich des 80. Todestags vom 27. Juni bis 11. Juli im damaligen Museumsdepot (jetzt Stadtmuseum), Ansbacher Straße.
- VHS Schwabach und GHV Schwabach: Wiener Spezialitäten präsentiert von Johann Michael Kupfer, Ausstellung anlässlich des 150. Geburtstags des Künstlers im Foyer der Schwabacher Stadtbibliothek vom 25. Juli bis 5. September 2009.